# 더글러스 딕

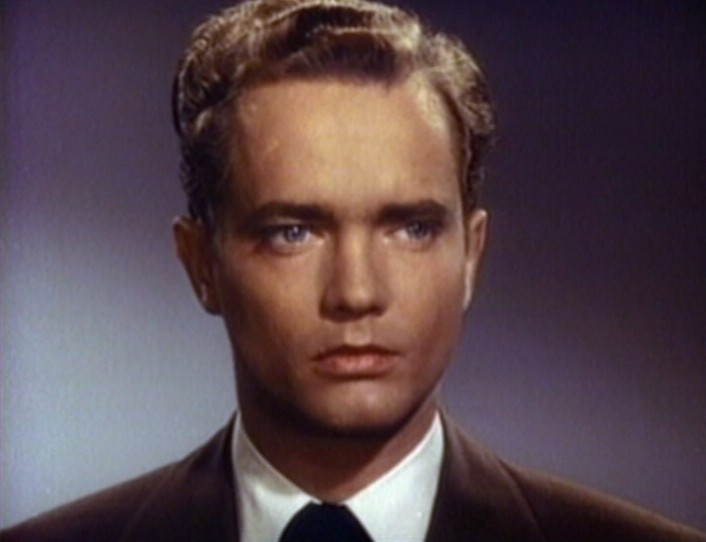

더글러스 딕(Douglas Dick, 1920년 11월 20일 ~ 2015년 12월 19일)은 미국의 배우, 정신과의, 각본가, 영화배우, 텔레비전 배우이다.
찰스턴에서 태어났으며 로스앤젤레스에서 사망하였다.

## 영화
- 청춘 할아버지 (1967년)
- 털보 가족 (1966년)
- 아내는 요술쟁이 (1964년)
- 플레이밍 스타 (1960년)
- 알래스카의 혼 (1960년)
- 선셋 77번가 (1958년)
- 페리 메이슨 (1957년)
- 소 디스 이즈 러브 (1953년)
- 생의 애욕 (1952년)
- 전사의 용기 (1951년)
- 로프 (1948년)